# Ель-Серро-де-Андевало
Ель-Серро-де-Андевало (ісп. El Cerro de Andévalo) — муніципалітет в Іспанії, у складі автономної спільноти Андалусія, у провінції Уельва. Населення — 2483 особи (2010).
Муніципалітет розташований на відстані близько 410 км на південний захід від Мадрида, 55 км на північ від Уельви.
На території муніципалітету розташовані такі населені пункти: (дані про населення за 2010 рік)
- Ель-Серро-де-Андевало: 2189 осіб
- Ломеро: 4 особи
- Монтес-де-Сан-Беніто: 288 осіб
- Пахаріто: 2 особи

## Демографія
Динаміка населення (INE ):